# Gare de Roscoff
La gare de Roscoff est une ancienne gare ferroviaire française de la ligne de Morlaix à Roscoff, située sur le territoire de la commune de Roscoff, dans le département du Finistère, en région Bretagne.
Elle est mise en service en 1883 par la compagnie des chemins de fer de l'Ouest. Cette gare de la Société nationale des chemins de fer français (SNCF) est fermée depuis le 1er septembre 2019. Les cars de la région (pas de correspondance SNCF) desservent désormais l'arrêt routier de Roscoff quai d'Auxerre.

## Situation ferroviaire
Établie à 13 m d'altitude, la gare terminus de Roscoff est située au point kilométrique (PK) 28,503 de la ligne de Morlaix à Roscoff, courte antenne de la ligne de Paris-Montparnasse à Brest.

## Histoire
L'administration des ponts et chaussées réalise les travaux de la voie ferrée d'intérêt local de Morlaix à Roscoff, inscrite sous le numéro 74 dans le plan Freycinet de 1879. La gare de Roscoff est mise en service le 10 juin 1883, par la compagnie des chemins de fer de l'Ouest lors de l'inauguration de la ligne de Morlaix à Roscoff dont elle devient concessionnaire à titre provisoire ce même jour. À son arrivée en gare, le train officiel est accueilli par le maire et ses conseillers municipaux, accompagné d'une musique jouant notamment la Marseillaise. Le banquet a lieu à l'école de zoologie et le soir un bal et une illumination du port clôtura la fête.
La gare permet un important trafic de marchandises par trains entiers, des légumes locaux à destination de la France et de l'étranger. La gare est équipée de voies de service, d'une halle à marchandises, d'un dépôt de locomotives et d'un pont tournant de quatorze mètres. Pendant des années le « train de marée » partait à 14 h 30 pour que le poisson soit aux Halles de Paris le lendemain à 4 h.
Après avoir vu un important trafic de voyageurs et de marchandises, ce dernier ayant culminé durant la période de 1957 à 1981, la concurrence de la route a eu raison du train. Les derniers trains directs pour Paris sont supprimés en 1985.

## Services voyageurs

### Accueil
La gare est fermée depuis le 1er septembre 2019.

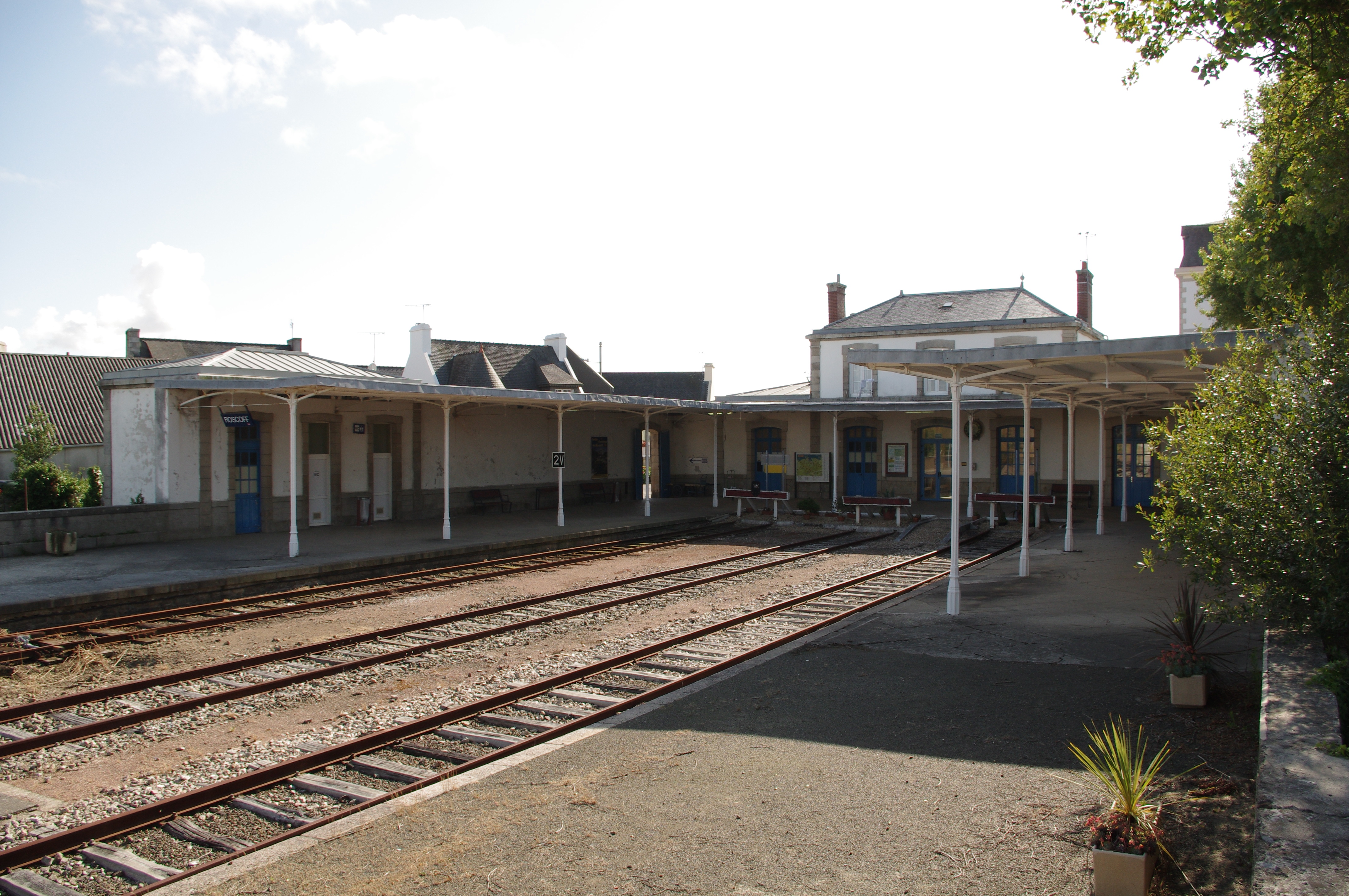
Quais de la gare en 2011.
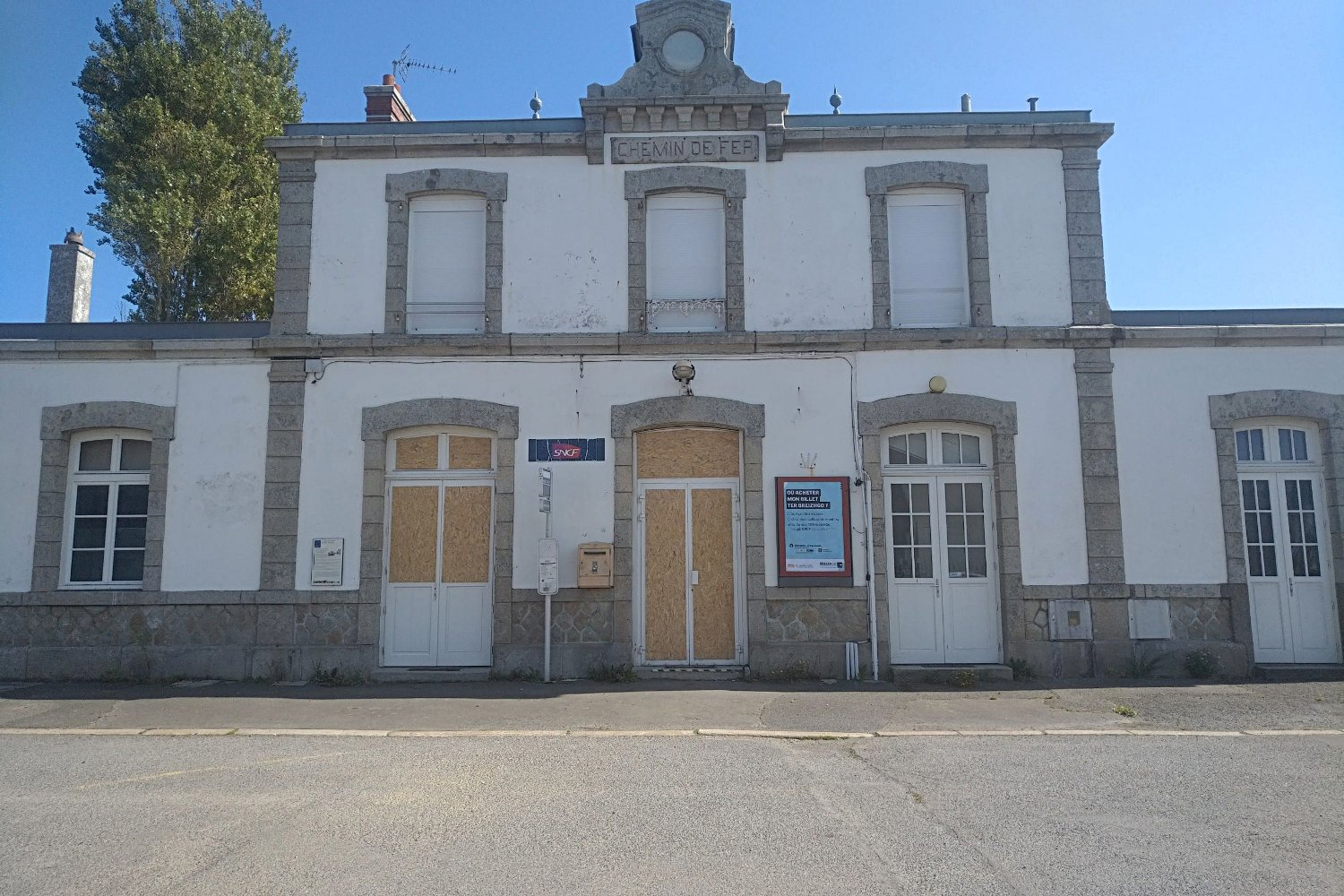
La gare de Roscoff après sa fermeture (septembre 2019).

### Desserte
Roscoff était desservie par des trains TER Bretagne circulant sur la ligne 23, entre la gare de Roscoff et la gare de Morlaix. Depuis l'endommagement de la ligne par des inondations le 3 juin 2018, Roscoff est accessible par car (les cars ne s'arrêtent plus à la gare et les billets pour Roscoff ne sont plus vendus au guichet de la gare de Morlaix). La SNCF annonce qu’elle cesse d’exploiter cet axe ferroviaire en 2018, avant que ne soit restituée l’étude socio-économique engagée par la Région Bretagne. Le dernier compte-rendu du Comité de lignes Léon Iroise du 27 mars 2019 mentionne Une étude a été réalisée, la synthèse est en cours de diffusion et sera à la disposition de tout le monde.

### Intermodalité
Les lignes 925 et 929 du réseau régional BreizhGo ne desservent plus la gare. Une agence de location de véhicules était située dans la gare, des taxis étaient disponibles rapidement (réservation téléphonique). Le parc à vélos et le parking pour les véhicules ne sont plus disponibles. La gare maritime du port de Roscoff - Bloscon est à moins d'un kilomètre ; elle permet l'accès aux navires de la compagnie maritime Brittany Ferries. L'Île-de-Batz est également accessible en bateau depuis le vieux port de Roscoff.

## Train touristique
Les trains TER du service régulier avaient en saison une offre de train touristique coorganisée (SNCF / TER Bretagne / Association A Fer et A Flot). Il s'agissait d'un aller en train entre Morlaix et Roscoff, avec un retour en bateau par la rivière de Morlaix ou inversement selon les marées. Ce train touristique n'existe plus.